# تندر (فیلم)
تندر (انگلیسی: Thunder) فیلمی در ژانر درام است که در سال ۱۹۲۹ منتشر شد. از بازیگران آن می‌توان به لان چینی و تام کین اشاره کرد.